# Société géologique de Londres
La Société géologique de Londres (en anglais : The Geological Society of London) est une société savante britannique fondée en 1807 et ayant pour objet l'étude de la structure minérale de la Terre. Elle est la plus ancienne société savante de géologie.

## Fondation
Créée en 1807, elle est l'une des sociétés fondées à la suite de la dissolution de l'Askesian Society (en)[réf. souhaitée]. Elle compte parmi ses membres fondateurs William Babington, Humphry Davy et George Bellas Greenough.

## Objet
Son objet est l'étude de la structure minérale de la Terre.

## Siège
Depuis 1874, son siège est à Burlington House, Piccadilly, Londres.

## Historique
Elle reçoit sa charte royale du roi George IV en 1825.
Elle est membre du Science Council fondé en 2000.
Elle a fêté son bicentenaire en 2007, sous la présidence de Richard Fortey.

## Membres honorifiques
- Mary Kingdon Heslop est élue le 3 décembre 1919 Fellow de la Geological Society of London. Elle est l'une des premières à recevoir cet honneur[1].

## Liste des dirigeants
| Identité           | Période   | Période | Durée |
| Identité           | Début     | Fin     | Durée |
| ------------------ | --------- | ------- | ----- |
| Ruth Allington (d) | juin 2020 |         |       |

## Prix décernés
En 1831, la Société de géologie instaure une récompense annuelle, la médaille Wollaston, le plus important des prix décernés par cette société. Les autres prix sont :
- médaille Lyell
- The Murchison Fund (en), prix décerné à un chercheur de moins de 40 ans
- médaille Murchison
- médaille Prestwich
- médaille William-Smith
- médaille Bigsby
- médailles Coke.